# Нильсон-Эле, Герман
Нильс Герман Нильсон-Эле (швед. Nils Herman Nilsson-Ehle; 12 февраля 1873, Скуруп, Швеция — 29 декабря 1949, Лунд, Швеция) — шведский генетик. Иностранный член-корреспондент АН СССР (1932). Лауреат премии стокгольмского Королевского технологического института (1945, первый удостоенный).

## Биография
Родился Герман Нильсон-Эле 12 февраля 1873 года в Скурупе. Через некоторое время после рождения Герман с семьёй переезжает в Лунд. В 1894 году окончил Лундский университет. В 1901 году он получает научные звания бакалавра и лиценциата, а в 1909 году он получает научные звания доктора философии и доцента биологии. В 1900—15 годах работал в Шведской ассоциации семеноводства в Свалове, где он занимал должность чиновника. С 1915 по 1925 год работал в институте генетики и селекции в Лунде, с 1925 по 1939 год работал в институте селекции растений в Свалёве. С 1939 года вышел на пенсию и переехал в Лунд. С 1898 по 1899 год Герман Нильсон принимал участие также в научных путешествиях и экспедициях по странам Европы, где собирал информацию о растениях. В 1910 году наряду с другими учёными создал Менделевское общество (швед. Mendelska sällskapet‎) и был его первым президентом вплоть до 1938 года.
Скончался Герман Нильсон-Эле 29 декабря 1949 года в Лунде. Родственники хотели похоронить учёного в Скарупе и Лунде, а мэр Свалёва распорядился иначе — похоронен учёный на Свалёвском кладбище.

## Научные работы
Основные научные работы посвящены изучению генетики количественных признаков у сельскохозяйственных растений.
- 1910 — Установил полимерное (полигенное) наследование у большинства сельскохозяйственных культур.
- Одним из первых использовал генетические методы в селекции озимой пшеницы, ячменя, овса.

Исследования Германа Нильсона-Эле применил на практике и развил русский и советский растениевод и генетик-селекционер С. И. Жегалов, разрабатывая генетические и селекционные вопросы на материале овса.